# 沖縄県道247号古宇利屋我地線
沖縄県道247号古宇利屋我地線（おきなわけんどう247ごう こうりやがじせん）は、沖縄県国頭郡今帰仁村の古宇利島と名護市屋我地島の済井出（すむいで）とを結ぶ一般県道である。路線の目的であり、シンボルの古宇利大橋がある。

## 概要
沖縄本島から1.5キロメートル (km) 離れた古宇利島へは1911年にサバニによる本島への定期輸送が開始され、船舶の近代化や港湾整備で輸送力は改善されていたが、それでも架橋による過疎抑制などを強く求めていた。1979年には今帰仁村から沖縄県に対して架橋構想が公式に出され、その後も沖縄開発庁や建設省にも要請活動が行われた後、1990年代に構想が具体化。県道指定を受けた1997年に屋我地島との大橋の本体工事が始まり、2005年2月8日に竣工。
古宇利島民にとっては悲願の開通であったと同時に、観光客も、古宇利大橋自体の規模、離島の古宇利島が「沖縄の原風景」を味わえるスポットの一つであること、また、後に整備された古宇利ビーチを利用するため、多くの人々が訪れるようになった。
沖縄本島からではなく屋我地島から架橋がなされた理由は、屋我地島経由の方が距離が短いことから架橋コストが安いほか、重要港湾である運天港の機能を阻害しないためであるとされている。なお、屋我地島と今帰仁村側の沖縄本島との間の架橋は、沖縄県道248号屋我地仲宗根線として2010年（平成22年）12月18日、ワルミ大橋が供用を開始したが、供用前は両島間の距離は僅か数百メートルであるにも関わらず、古宇利島から今帰仁村中心部の仲宗根に行くためには県道110号、国道58号、国道505号と羽地内海に沿って約15 kmも迂回しなければならなかった。
古宇利島と屋我地島では、自治体も違えば、所轄の警察署、消防機関、郵便局の集配・配達エリアも異なるため、ワルミ大橋の供用開始前はこれら行政サービスの当事者にとっても大幅な距離的ロスを強いられていた。また、古宇利島には中学校がないことから、中学校の送迎バスについても同様であった。

### 路線データ
- 起点：国頭郡今帰仁村字古宇利（古宇利島、古宇利港）
- 終点：名護市字済井出（屋我地島、沖縄県道110号線）
- 総延長：3.43 km（実延長も同じ）

## 地理
古宇利大橋はひたすら海上を貫き通る約2 km の長い直線道橋で、両側は美しい沖縄のマリンブルーが展望できる。

### 通過する自治体
- 国頭郡今帰仁村 - 名護市

### 交差する道路
- 沖縄県道110号線（終点）

### 主な施設・橋
- 古宇利港
起点。古宇利大橋開通前の定期船の玄関口だった。
- 古宇利大橋
全長1,960 m[5]。本部半島から屋我地島と結ぶ東シナ海に架かる海上橋。1997年（平成9年）に着工し、2005年（平成17年）2月8日に開通し、開通当初より無料橋として供用している[5]。当橋の開通まで日本一の長さであった角島大橋を抜いて、2005年の完成当時では日本国内での離島架橋では延長がもっとも長い無料橋となったが[5]、翌2006年に福岡県の新北九州空港連絡橋、2012年に東京都の東京ゲートブリッジが開通して無料橋の最長記録は塗り替えられ、さらに2015年に開通した沖縄県の宮古島と伊良部島を結ぶ伊良部大橋が離島架橋で最長、かつ日本国内の無料で通行可能な橋としては最長となり[6]、古宇利大橋は沖縄県内で2番目に長い橋となった。
風速20mを越えると安全確保のため橋のたもとのゲートを閉鎖して通行規制が行われる[7]。
古宇利大橋開通直後に日本テレビ系ドラマ『ごくせん』（第2シリーズ最終回の最後の場面）[8]の撮影で同橋が使われたほか、『子宮の記憶 ここにあなたがいる』など数多くの映画の舞台として[9]、また、航空会社[5]やサカイ引越センターのテレビCM[10]の撮影でも使われて話題となった[5]。
- 古宇利大橋の親柱
古宇利島に伝わる人類発祥伝説にちなんで、男女を象徴する「男柱」と「女柱」で構成されている。男柱のデザインは「力強く」「反り立つ」ことからイメージし、女柱は「優しく包む」「亀甲墓」からイメージされ、両方で一対となるよう配置されている。ちなみに女柱は「玉＝誕生」を抱きかかえている。夜間は男柱のスリット部に埋め込まれた緑色の照明（LED）が、神秘的な空間を演出している。

### 路線バス
- 開通後しばらく路線バスの設定はなかったが、2020年（令和2年）7月1日よりやんばる急行バス四島線が運行を開始、当路線及び古宇利島に乗り入れる初の路線バスとなった[11]。今帰仁村役場や本部町、瀬底島へ運行している。

## ギャラリー

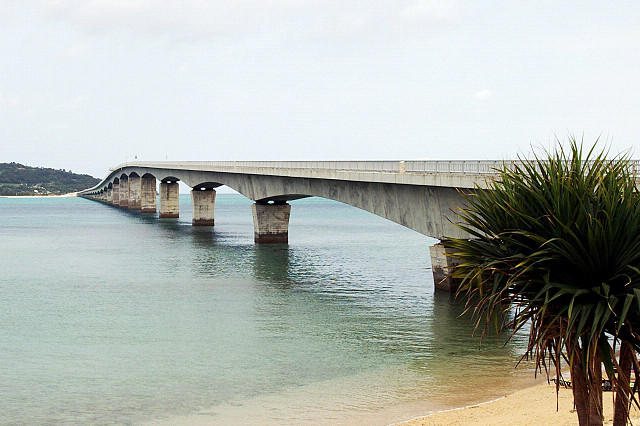
古宇利大橋（2007年3月）
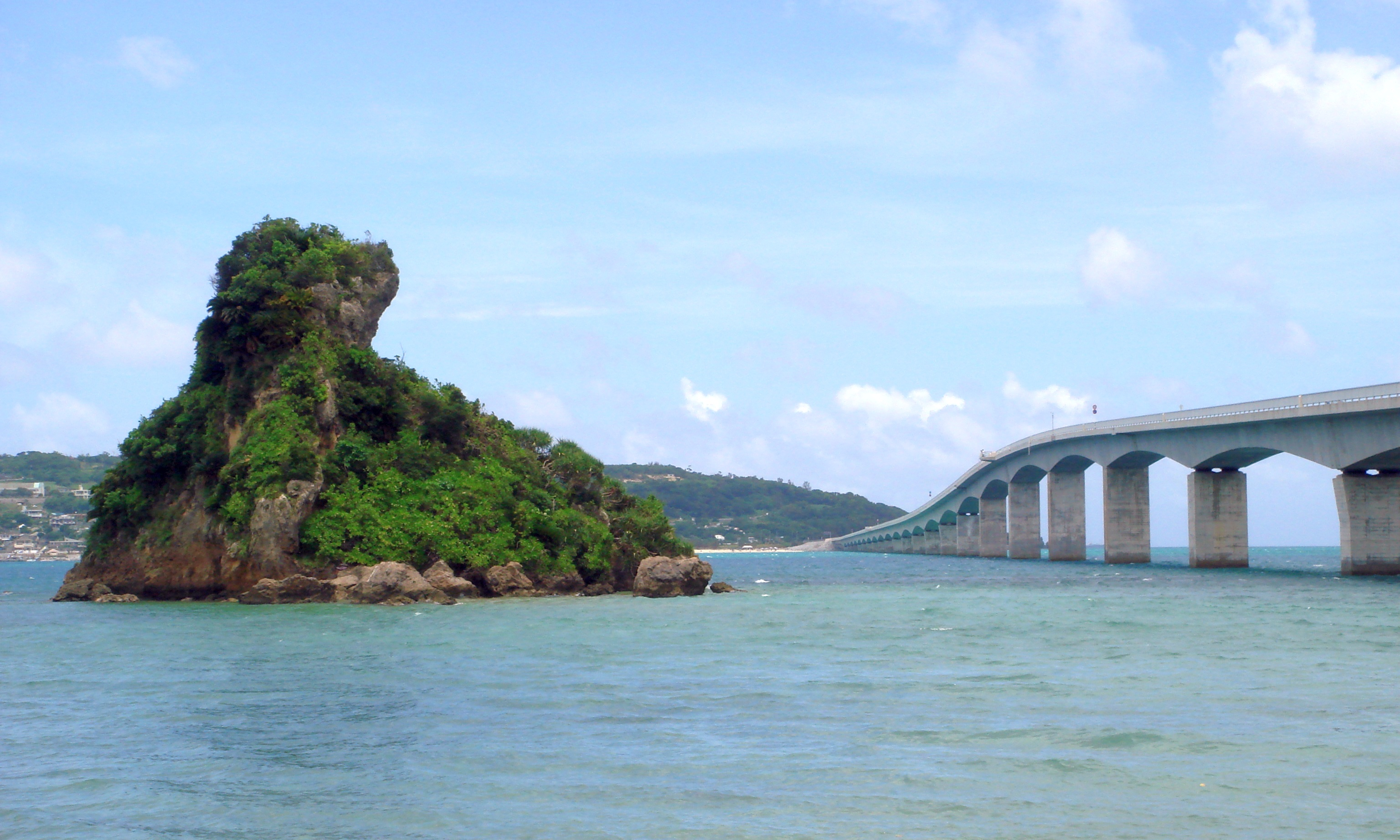
古宇利大橋と左を向くシーサーに見える岩（2007年8月）
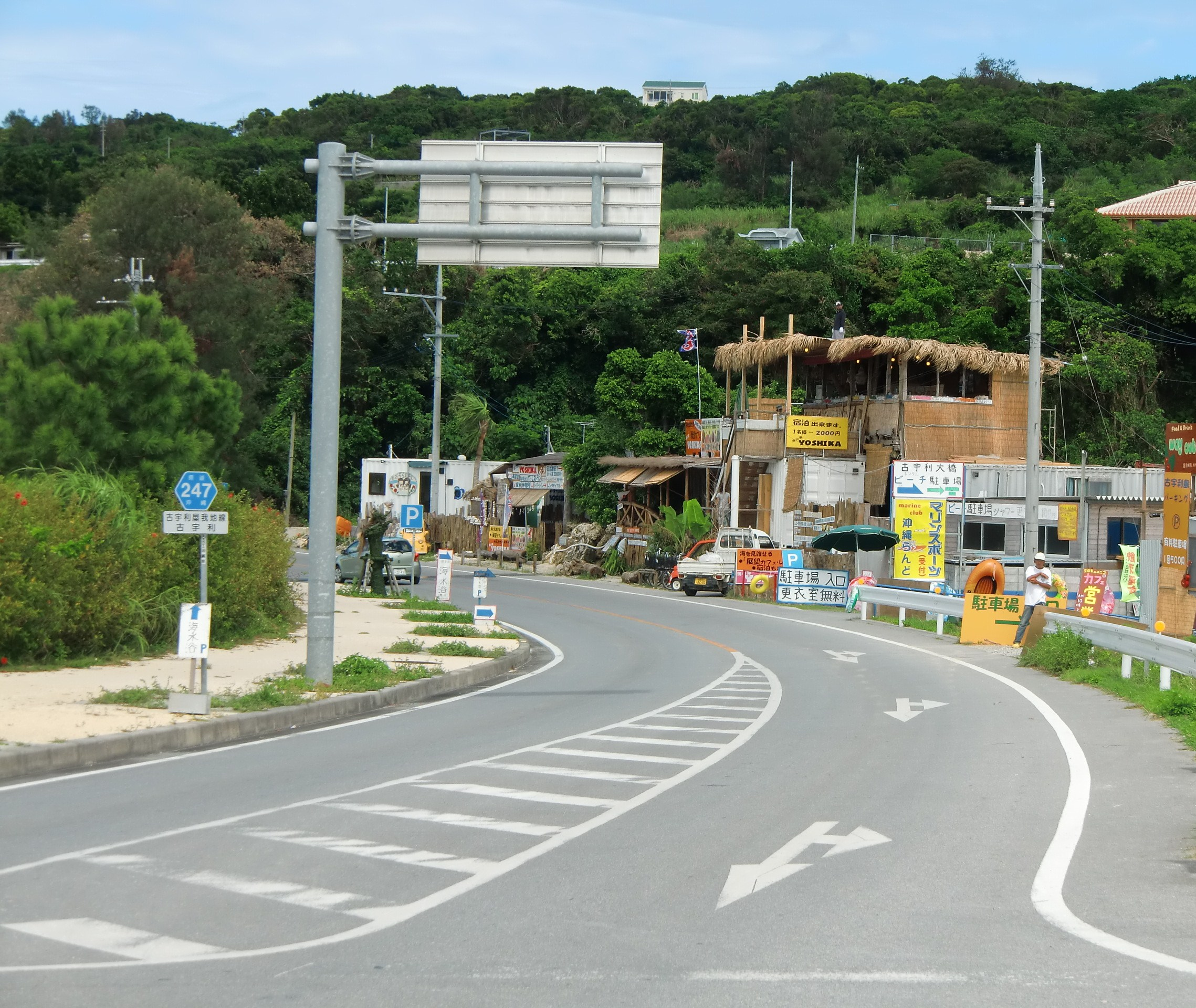
今帰仁村古宇利（2010年9月）